# أراميس ناجليتش
أراميس ناجليتش (بالكرواتية: Aramis Naglić) مواليد 28 أغسطس 1965 في رييكا، جمهورية كرواتيا الاشتراكية، هو مدرب كرة سلة كرواتي ولاعب سابق. بدأ مسيرته الاحترافية في سنة 1983. يدرب فريق زادار. يبلغ طوله 6 قدم 7.92 بوصة (2.0 م). مثّل منتخب بلاده. شارك في دورة الألعاب الأولمبية الصيفية سنة 1992. اعتزل اللعب في 2005.

## المسيرة الاحترافية
لعب مع نادي سبليت لكرة السلة من سنة 1989 إلى 1993، ثم لعب مع رير فينيزيا مستري في موسم 1993–1994، ثم لعب مع رييكا من سنة 1994 إلى 1997، ثم لعب مع نادي سيبونا لكرة السلة في موسم 1997–1998، ثم لعب مع نادي زادار لكرة السلة في موسم 1998–1999، ثم لعب مع زادار في موسم 2004–2005.

## الميداليات
| الميدالية | المسابقة                       |
| --------- | ------------------------------ |
| فضية      | الألعاب الأولمبية الصيفية 1992 |

## وصلات خارجية
- أراميس ناجليتش على موقع الاتحاد الدولي لكرة السلة (الإنجليزية)
- أراميس ناجليتش على موقع الاتحاد الدولي لكرة السلة (الإنجليزية)
- أراميس ناجليتش على موقع كرة السلة الأوروبية.كوم (الإنجليزية)
- أراميس ناجليتش على موقع ريلجم (الإنجليزية)
- أراميس ناجليتش على موقع بروبوليرز (الإنجليزية)
- أراميس ناجليتش على موقع سبورتس رفرنس (الإنجليزية)
- أراميس ناجليتش على موقع أوليمبيديا (الإنجليزية)